# Évrunes
 (mars 2018).
Si vous disposez d'ouvrages ou d'articles de référence ou si vous connaissez des sites web de qualité traitant du thème abordé ici, merci de compléter l'article en donnant les références utiles à sa vérifiabilité et en les liant à la section « Notes et références ».
Évrunes est un ancien village, quartier de Mortagne-sur-Sèvre depuis 1964 dans le département de la Vendée. 

## Église d'Évrunes[1]
L'église Saint-Léonard, paroissiale de confession catholique, située place de la mairie et affectée au diocèse de Luçon, est une église de plan en croix latine, une sacristie étant accolée sur le côté nord du chœur. 
L'église actuelle remplace un ancien édifice à l'entrée duquel se trouvaient des fers : saint Léonard est le saint patron des prisonniers.
Récemment[évasif], l'église a été restaurée de l'extérieur.